# Esther Island
Esther Island è situata nella parte settentrionale del golfo dell'Alaska (USA) a sud-ovest della città di Valdez e più o meno alla stessa distanza dalle città di Anchorage e Cordova. L'isola si trova all'interno del parco nazionale Chugach (Chugach National Forest). Amministrativamente appartiene alla Census Area di Valdez-Cordova dell'Unorganized Borough, in Alaska.
L'isola ha una superficie di 127,336 km² e la sua altezza massima è di 360 m. È situata a nord di Knight Island, nella parte nord-occidentale dello stretto di Prince William (Prince William Sound), dove uno stretto canale la separa dalla terraferma.
Nella parte meridionale dell'isola si trova il South Esther Island State Marine Park che comprende il lago Esther; all'interno del parco si trova la Wally Noerenberg Hatchery, azienda di acquacoltura con incubatoio e vivaio di salmoni delle specie rosa, argentato e keta. Nel censimento del 2000 l'isola contava 31 abitanti, tutti impiegati nell'azienda di acquacoltura.

## Storia
È stata così chiamata dal capitano George Vancouver della Royal Navy, nel 1794.